# Intersexualitate
Intersexualitatea (hermafrodit) presupune existența trăsăturilor specifice ambelor sexe la o persoană, fie că acest lucru este vizibil la nivelul organelor sexuale externe, fie că el nu poate fi văzut deoarece presupune modificări interne sau la nivel cromozomial. Persoanele intersex sunt persoane născute cu oricare dintre mai multe variații ale caracteristicilor sexuale, inclusiv cromozomi, gonade, hormoni sexuali sau organe genitale care, potrivit Oficiului ONU al Înaltului Comisar pentru Drepturile Omului, „nu se potrivesc definițiilor tipice pentru corpurile de sex masculin sau feminin”; astfel de variații pot implica ambiguitate genitală și combinații de genotip cromozomial și fenotip sexual, altele decât masculin XY și feminin XX.  Persoanele intersex sunt parte a comunității 2LGBTQIA+. 
La mamifere există doua sexe: femeiesc, masculin. La oameni, dar mai nou observat și la animalele non-umane, există trei identități de gen: cisgen, transgen și non-binar. În natură există patru orientări sexuale și romantice principale: asexualitate, bisexualitate, heterosexualitate si homosexualitate. 
Din punct de vedere taxonomic persoanele născute intersex nu e sinonim cu persoanele născute transgen.
O situație frecventă de intersexualitate o reprezintă absența uterului sau trompelor uterine la o persoană aparent de sex feminin, dar care poate avea în interior testicule slab dezvoltate. Alte persoane au un amestec (mozaic) de două linii celulare în organism, una de tip masculin, alta de tip feminin, cu gonade aparținând ambelor sexe (testicul și ovar). Contrar unor opinii nedocumentate multe persoane intersex se pot reproduce însă unele persoane pierd această capacitate datorită unor intervenții chirurgicale neadecvate.
Persoanele intersexuale (intersex) au mai fost numite și persoane hermafrodite sau androgine însă termenul nu este considerat tocmai unul potrivit, având în vedere că este folosit și în biologie, pentru a face trimitere la plantele și animalele bisexuate. Termenul provine de la numele zeului Hermafrodit, fiul lui Hermes și al Afroditei. Legenda spune că nimfa Salmacis s-a îndrăgostit de frumusețea rară a acestuia, însă el a respins-o. Atunci, nimfa a implorat zeii să le unească trupurile, astfel că a rezultat o ființă având ambele sexe.
Potrivit unor date americane citate de OMS, intersexualitatea apare la un copil din 2.000, structurile genitale complexe, care fac dificilă determinarea sexului, apare la un copil din 4.500 la naștere. Se estimează că 0,2-3,5 din populația globală e născută intersex; aceste procente sunt dezbătute intens de experți deoarece unele persoane descoperă târziu în viață că sunt născute intersex; valabil pentru anumite tipuri de intersexualitate. 
Mai multe țări, printre care Australia (2014), Austria (2018), Bangladesh (2018), Canada, Chile (2017), Franța, Germania (2013), India (2014), Islanda (2018), Malta (2015), Nepal (2016), Noua Zeelandă (2014), Pakistan (2018), Portugalia (2018), SUA unele state (2018) și Uruguay (2018) au recunoscut un al treilea sex sau gen – denumit uneori și „sex neutru” – care nu este nici masculin, nici feminin.

## Biologie
Organismele multor specii, dar nu toate, sunt specializate în sex masculin și sex feminin, fiecare cunoscut sub numele de sex. Reproducerea sexuată implică combinarea și amestecarea trăsăturilor genetice: celulele specializate, cunoscute sub numele de gameți, se combină pentru a forma urmași care moștenesc trăsături de la fiecare părinte. Masculii produc gameți mici (spermatozoizi), în timp ce femelele produc gameți mari (ovule sau celule ou).
Organismele individuale care produc gameți de sex masculin și feminin sunt denumite hermafrodite. Gametul poate fi identic ca formă și funcție (fenomen cunoscut sub numele de isogamie), dar, în multe cazuri, a evoluat o asimetrie, astfel încât există două tipuri diferite de gameți (heterogametele) cunoscut sub denumirea de anisogamie. Printre oameni și alte mamifere, bărbații au în mod obișnuit, dar nu toți, un cromozom X și un Y (XY), în timp ce femelele poartă de obicei, dar nu toate, doi cromozomi X (XX), care fac parte din sistemul XY. Unii oameni au o combinație la nivel cromozomial XXYY, XYY, XXX, XXXY, XXXXY, etc.
La oameni conform sistemului genetic de determinare a sexului există trei sexe denumite: feminin/femeiesc, masculin/bărbătesc și intersex.
Alte animale au diverse sisteme genetice de determinare a sexului, cum ar fi sistemul ZW la păsări, sistemul X0 la insecte și alte sisteme diferite la reptile și crustacee. Ciupercile pot avea, de asemenea, sisteme de împerechere alelică mai complexe, cu sexele care nu sunt descrise cu exactitate ca mascul, femelă sau hermafrodit.

## Tipuri de intersexualitate și cauze
Intersexualitatea poate fi clasată în patru categorii:
- 46, intersexualitate XX;
- 46, intersexualitate XY;
- intersexualitate gonadală adevărată;
- intersexualitate complexă sau nedeterminată.

### Intersexualitatea de tip 46 XX
În cadrul primei categorii (intersexualitate 46 XX) se întâlnesc următoarele anomalii:
- anomalii în dezvoltarea ovariană (anomalii ale dezvoltării organelor sexuale ovotesticulare, testiculare, disgeneză gonadală);
- exces androgenic (fetal, fetoplacentar, maternal);
- atrezie vaginală;
- extrofie cloacală etc.

O persoană care prezintă intersexualitatea de tip 46 XX va avea cromozomii unei femei, va dezvolta ovare ca organe genitale interne, dar organele genitale externe vor fi ca ale unui bărbat. Acesta este, de obicei, rezultatul în cazul expunerii unui făt de sex feminin la hormoni masculini înainte de naștere. De obicei, această persoană prezintă uter normal și trompe uterine. Această anomalie mai este denumită și 46, XX cu virilizare sau pseudohermafroditism feminin. Există mai multe cauze posibile:
- hiperplazie suprarenală congenitală – cea mai frecventă cauză de intersexualitate de tip 46, XX, la nou-născuți;[24] producția excesivă de androstendionă va duce la producerea unui fenotip feminin din punct de vedere gonadal, însă virilizat;
- androgeni materni – deși rară, aceasta poate fi o altă cauză a intersexualității; virilizarea unui făt de sex feminin poate să apară în momentul când mama primește anumite medicamente pe bază de androgeni, în primul trimestru de sarcină; dacă, însă, administrarea are loc după primul trimestru, aceste medicamente pot produce doar o mărire a falusului, fără fuziune labioscrotală; medicamentele incriminate sunt cele administrate anterior, pentru a evita producerea de avorturi spontane la pacientele care au avut astfel de antecedente;
- o cauză și mai rară în apariția intersexualității este reprezentată de o anormalitate endocrină a mamei ce va produce hormoni virilizanți; aceste anormalități pot fi: tumori Krukerberg, arhenoblastoma, luteoma, tumori lipoide pe ovare, tumori cu celule stromale.

### Intersexualitatea de tip 46 XY
Intersexualitatea de tip 46 XY include următoarele:
- anomalii în dezvoltarea testiculară (disgeneză gonadală parțială sau completă);
- anomalii în sinteza androgenă (insensibilitate androgenă parțială sau completă, anomalii ale hormonului sau receptorului antimullerian, defect al biosintezei androgene);
- hipospadias sever;
- extrofie cloacală.

### Hermafrodiții "adevărați"
A treia mare categorie de intersexualități este reprezentată de hermafrodiții adevărați, astfel etichetați din punct de vedere taxonomic. La acești indivizi există un amestec (mozaic) de două linii celulare în organism, una de tip masculin, alta de tip feminin, cu gonade aparținând ambelor sexe (testicul și ovar) sau amestecul țesuturilor gonadale de ambele sexe într-o gonadă tipică hermafrodiților, denumită ovotestis. Acest tip de intersexualitate este predominant în populațiile din sudul Africii și din alte câteva areale geografice. De cele mai multe ori, aspectul fizic este mai apropiat de sexul feminin, fiind cunoscute cazuri cu linie celulară feminină preponderentă care funcționează bine integrate în sexul feminin, inclusiv în privința maternității. Sunt și hermafrodiți care s-au integrat în sexul masculin, cu o evoluție satisfăcătoare. Nu se cunoaște până în prezent un caz documentat în specia umană în care un hermafrodit să se autofecundeze natural și să procreeze fără ajutorul altui individ, această eventualitate fiind considerată o imposibilitate.
În corpul aceleiași persoane se poate produce un amestec, unde unele dintre celulele din corp au XX sau XY, în timp ce unele celule au un conținut cromozomic mai puțin obișnuit precum XYY, XXX, etc. 
În mod alternativ, este pur și simplu un amestec între XX și XY și nu trebuie să implice genotipuri mai puțin obișnuite în celulele individuale. De asemenea, acest lucru poate apărea atât ca chimerism, cât și ca rezultat al unui cromozom sexual mutat în celălalt.

### Intersexualitate complexă sau nedeterminată
Există și alte tipuri de intersexualizare, mai puțin frecvent întâlnite, dar nu într-atât de rare încât sa fie ignorate: disgeneziile gonadale (cu una din gonade rămasă nedezvoltată, în stadiu de „mugur”), intersexualizările prin tumori secretante de hormoni de la nivelul creierului, ficatului etc., transsexualismul, unde nu există anomalii morfologice la nivelul corpului, dar există nevoia imperioasă la nivel comportamental de a aparține celuilalt sex, parțial explicată printr-o impregnare precoce cu hormoni tipici acestuia, la nivelul sistemului nervos central.

## Intersexualitatea și orientarea sexuală
Articol principal: Orientare sexuală

Simbolul intersex

Orientarea sexuală, orientarea romantică, practica sexuală, identitatea de gen, sexul și exprimarea de gen sunt distincte.

Steagul persoanelor intersex

Este important de știut că intersexualitatea nu are nicio legătură cu orientarea sexuală sau cu identitatea de gen, ci cu faptul că o persoană se naște cu trăsături ale ambelor genuri nu este prin definiție nici gay, nici lesbiană, nici transsexual. Totuși, la fel ca orice bărbat sau femeie de pe lumea aceasta, persoanele intersexuale își pot identifica orientarea sexuală ca fiind alta decât cea a majorității, cea heterosexuală.

## Tratament
Unele persoane născute intersex sunt supuse intervențiilor chirurgicale din motive ce țin de factori culturali. Unele iși pierd capacitatea reproductivă. De cele mai multe ori se recomandă utilizarea unei terapii pe bază de suplimente de hormoni care să implementeze funcția gonadală compromisă, la pacienții cu ambiguitate genitală, hiperplazie suprarenală congenitală sau orice altă anomalie în dezvoltarea sexuală.
Tratamentul chirurgical este încă foarte controversat. Cele mai mari controverse se concentrează, în special, pe alegerea sexului copilului. Alegerea sexului de către medic sau părinți poate să nu fie aceeași cu cea pe care pacientul l-ar alege când va fi adult. Cel mai important organ sexual este creierul care poate implementa încă din viața intrauterină sexul copilului din punct de vedere hormonal.
La o persoană de sex feminin ce prezintă virilizare, procedura chirurgicală este denumită genitoplastie feminizantă și include vaginoplastie și clitoroplastie. Vârsta optimă de determinare a acestei operații nu este încă stabilită. Pacienții de sex masculin care nu prezintă o virilizare normală au, de obicei, hipospadias, care se poate corecta prin reconstrucție chirurgicală. Datele statistice sugerează că vârsta optimă pentru realizarea acestei operații de reconstrucție este între 6–18 luni.
Restabilirea sexului copilului poate fi luată în considerare la pacienții cu defect de dezvoltare sexuală 46, XY, dar și la pacienții cu ambiguitate sexuală.
Specialiștii nu recomandă o intervenție chirurgicală decât dacă viața micuțului este pusă în pericol. Dacă persoana respectivă este lăsată să crească, își va da seama singură dacă se simte mai bine în corp de femeie sau în corp de bărbat, riscul ca viitorul adult să devină captiv într-un trup în care nu se regăsește fiind diminuat. La maturitate, persoanele intersexuale pot opta să nu se opereze, considerând felul în care s-au născut un gen aparte de cele două recunoscute de majoritatea lumii. Totuși, chiar și atunci când nu se optează pentru operare la scurtă vreme de la naștere, copilul poate creste complexat și, în absența unui sprijin de specialitate, poate dezvolta traume psihice ce țin de acceptarea propriei persoane. Mai mult, persoanele intersexuale riscă să devină adesea victimele discriminării, sau chiar să fie hărțuite și agresate în anumite culturi ale lumii.

## Prevalență
Aproximativ 1,7% dintre oameni sunt născuți intersexuali. Aceste estimări se bazează pe lucrările dr. Anne Fausto-Sterling, care a revizuit literatura medicală din 1955-1998. (Sexing the Body: Gender Politics and the Construction of Sexuality, 2000).
Potrivit unor date americane citate de OMS, intersexualitatea apare la un copil din 2.000, structurile genitale complexe, care fac dificilă determinarea sexului, apare la un copil din 4.500 la naștere. Se estimează că 0,2-3,5% din populația globală e născută intersex; aceste procente sunt dezbătute intens de experți deoarece unele persoane descoperă târziu în viață că sunt născute intersex sau altele nu descoperă niciodată; valabil pentru anumite tipuri de intersexualitate.

## În istoria umanității
Multe culturi au privit sau privesc fără rezerve persoanele născute intersex ca "al treilea sex".

## Impactul persecutării asupra entităților statale
Articol principal: Impactul persecutării persoanelor LGBTI asupra statelor
Trebuie specificat că mișcarea de eliberare a persoanelor LGBTQIA+ și câștigarea drepturilor rezervate nu este despre destrămarea sau eliminarea capitalismului sau a altor sisteme de guvernare precum celor liberare, autocratice, etc. ci despre eliminarea oricăror sisteme contemporane de guvernare care nu iau în considerare persoanele născute sau parte a comunității.
Numeroase state și imperii au implementat politici anti-LGBTI, contribuind astfel la marginalizarea și persecuția comunităților LGBTI. Printre exemplele istorice se numără Germania Nazistă, Imperiul Bizantin, Imperiul Papal, Imperiul Otoman, dar și Japonia Imperială prin aruncarea primei bombe atomice Little Boy din bombardierul Enola Gay, Regatul României condus de Carol II, din secolului trecut, Imperiul Austro-Ungar, URSS și legile coloniale britanice aplicate în colonii și alte state sau formațiuni. Impactul acestor politici asupra stabilității și fragmentării entităților statale rămâne un subiect de dezbatere în rândul istoricilor și este adesea insuficient explorat. Și in ziua de astăzi state precum Federația Rusă își persecută proprii cetățeni, dar și pe cei din alte state, născuți homosexuali sau intersex.